# سرطان إفريقي
سرطان أفريقي (الاسم العلمي: Ocypode africana) هو نوع من الحيوانات يتبع جنس السرطان سريع الأرجل من فصيلة السرطانات الشبحية.